# Jordanelka
Jordanelka, jordanelka florydzka (Jordanella floridae) – gatunek ryby z rodziny karpieńcowatych (Cyprinodontidae), jedyny przedstawiciel monotypowego rodzaju Jordanella. Po raz pierwszy pojawiła się w Europie w 1914 roku. Hodowana w akwarium, gdzie może przeżyć ok. 3 lat.

## Charakterystyka
Rodzinę Karpieńcowatych charakteryzują dwa rodzaje kształtu ciała - krępy lub   wydłużony. Jordanelka ma krępą budowę. Pokryta jest ona dużymi łuskami cykloidalnymi, jest bocznie spłaszczona i ma stosunkowo duże wygrzbiecenie jak na swoją rodzinę. Charakteryzują ją dobrze rozwinięte płetwy- grzbietowa i odbytowa oraz płetwy piersiowe. W odróżnieniu, płetwy brzuszne są małych rozmiarów. 
Rozmiar ciała Jordanelki różnią się w zależności od płci – samiec jest większy i mierzy od 5 do 6 cm, samica zaś jest mniejsza i mierzy od 4 do 5 cm. W ubarwieniu także będzie nieznacznie zaznaczony dymorfizm, chociaż ogólnie kolor łusek będzie srebrzysty, dzięki obecności w nich guaniny. Grzbiet przybiera odcień oliwkowozielony, a u samca pojawią się także czerwone pasy. Na środku tułowia znajduje się pojedyncza czarna kropka. U samic, czarna kropka pojawia się dodatkowo jeszcze na zakończeniu płetwy grzbietowej. Młode osobniki niezależnie od płci będą miały 2 czarne plamki, jednak u samców dojdzie do zaniku plamki na płetwie między 1,5 a 2 miesiącem życia. Swoją amerykańską nazwę – American Flagfish, Jordanelka zawdzięcza właśnie ubarwieniu przypominającemu flagę USA. 

## Występowanie
Ryby z rodziny Cyprinodontidae zasiedlają zbiorniki słodkowodne oraz wody brachiczne Stanów Zjednoczonych, Ameryki Środkowej aż do Wenezueli, Zachodnich Indii oraz Śródziemnomorskiej część Azji Mniejszej. Występowanie Jordanelki ograniczało się oryginalnie do obszaru Ameryki Północnej -  rzek St. Johns i Ochlocknee na półwyspie Floryda oraz Jukatan. Jordanella jest rybą, która nie migruje. Po raz pierwszy została sprowadzona do Europy w 1914. Były także introdukowana w Australii i na Filipinach.
Jordanelka prowadzi przydenny (bentosowy) lub pelagialny tryb życia.

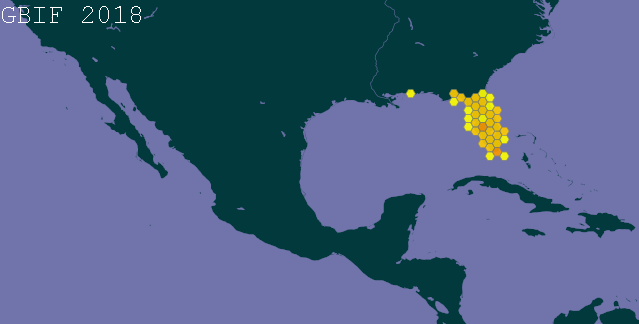
Występowanie Jordanelki Florydzkiej

## Warunki hodowlane
| Zalecane warunki w akwarium | Zalecane warunki w akwarium                      |
| --------------------------- | ------------------------------------------------ |
| Zbiornik                    | średni (do 100 l)                                |
| Temperatura wody            | 20–26 °C                                         |
| Twardość wody               | średnia                                          |
| Skala pH                    | 7                                                |
| pokarm                      | wszystkożerna, żywy, suszony, roślinny i mrożony |

Jordanelka florydzka jest rybą spokojną i towarzyską.  W swoim menu niewybredna, głównym składnikiem powinien być pokarm roślinny.

## Rozród
Do tarła wystarczy mały zbiornik o poziomie wody 15–20 cm. Składanie ikry odbywa się w okresie kilku dni w plesze wgłębki wodnej lub z wykorzystaniem innej rośliny, np. mchu jawajskiego, niekiedy niedbale pomiędzy korzeniami roślin. Opieka nad ikrą mało aktywna, bardziej widoczna ze strony samca w postaci wachlowania płetwami dla dostarczenia tlenu. Wylęg narybku następuje po ok. 6 dniach. Pierwszy pokarm - pierwotniaki, następnie drobny plankton.
Młode swym wyglądem upodobniają się do samic mając tak jak ona plamkę na ogonie grzbietowej. Po upływie ok. 2 miesięcy plamka ta u samców zanika a rozwija się dojrzałość płciowa.